# Полвероза (Гросето)
Полвероза (итал. Polverosa) је насеље у Италији у округу Гросето, региону Тоскана.
Према процени из 2011. у насељу је живело 51 становника. Насеље се налази на надморској висини од 12 м.